# 風と共に散る

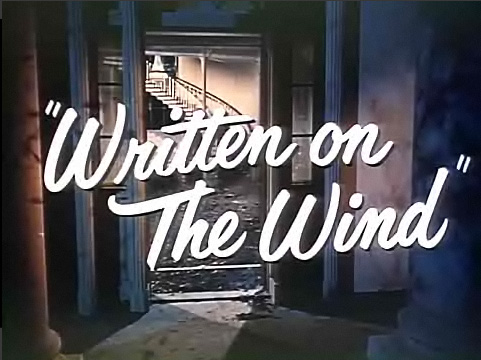
予告編から

『風と共に散る』（かぜとともにちる、Written on the Wind）は、1956年のアメリカ合衆国の恋愛映画。
監督はダグラス・サーク、出演はロック・ハドソンとローレン・バコール、ロバート・スタック、ドロシー・マローンなど。
原作はロバート・ワイルダーの1946年の小説『Written on the Wind』で、石油会社の社員、その親友の若社長、若社長の妻、若社長の妹の4人が織りなす四角関係を描いたメロドラマである。

## ストーリー
ミッチとカイルは幼馴染の親友である。カイルは石油会社の御曹司で、知り合ったルーシーに求婚して結婚する。だがミッチはルーシーに恋していた。カイルはアルコール中毒で、医者から、子供ができる望みは少ないと言われ絶望する。カイルの妹のマリリーはミッチに恋しているが受け入れられず、あばずれと言われるような生活をしている。カイルは妻とミッチの不倫を疑うが、ルーシーは妊娠し、カイルにそのことを告げるが、カイルは信じず、ミッチの子供ではないかと言い、ルーシーを殴る。ミッチはカイルを殴って屋舗から追い出す。ルーシーは流産していた。カイルは戻ってきて、拳銃を向けてミッチを殺そうとし、マリリーが止めに入るが、銃が暴発してカイルは死んでしまう。マリリーはミッチに、結婚してくれたらあなたに有利に証言すると言うがミッチは拒む。多くの人が、ミッチがカイルを殺すと言っていたと証言するが、最後に登壇したマリリーは、真実を話すのであった。

## キャスト
| ロック・ハドソン   | ローレン・バコール |
| ロバート・スタック | ドロシー・マローン |

| 役名                       | 俳優                   | 日本語吹き替え               | 日本語吹き替え |
| 役名                       | 俳優                   | NETテレビ版                  | ソフト版       |
| -------------------------- | ---------------------- | ---------------------------- | -------------- |
| ミッチ・ウェイン           | ロック・ハドソン       | 細井重之                     | 森川智之       |
| ルーシー・ムーア・ハドリー | ローレン・バコール     | 来宮良子                     | 沢海陽子       |
| カイル・ハドリー           | ロバート・スタック     | 羽佐間道夫                   | 咲野俊介       |
| マリリー・ハドリー         | ドロシー・マローン     | 平井道子                     | 深見梨加       |
| ジャスパー・ハドリー       | ロバート・キース       | 八奈見乗児                   | 北村弘一       |
| ダン・ウィリス             | ロバート・J・ウィルク  | 村松康雄                     |                |
| コクラン医師               | エドワード・プラット   | 加藤正之                     |                |
| ロイ・カーター             | ジョン・ラーチ         | 田中康郎                     |                |
| ベルタ                     | メイディ・ノーマン     | 荘司美代子                   |                |
| ブルーネットの女           | ジョアンナ・ジョーダン | 沢田敏子                     |                |
| その他                     | -                      | 塩見竜介 立壁和也 石井敏郎   |                |
|                            |                        |                              |                |
| 演出                       | 演出                   | 左近允洋                     |                |
| 翻訳                       | 翻訳                   | 磯村愛子                     | 川本燁子       |
| 効果                       |                        |                              |                |
| 調整                       |                        |                              |                |
| 制作                       | 制作                   | グロービジョン               |                |
| 解説                       |                        |                              |                |
| 初回放送                   | 初回放送               | 1971年11月3日 『映画招待席』 |                |

## 作品の評価

### 映画批評家によるレビュー
Rotten Tomatoesによれば、22件の評論のうち高評価は82%にあたる18件で、平均点は10点満点中7.36点となっている。

### 受賞歴
- 第29回アカデミー賞
  - 受賞
    - 助演女優賞：ドロシー・マローン

  - ノミネーション
    - 助演男優賞：ロバート・スタック
    - 歌曲賞：ヴィクター・ヤング、サミー・カーン

- 第14回ゴールデングローブ賞
  - ノミネーション
    - 映画部門助演女優賞：ドロシー・マローン

## 備考
本作が公開された翌年1957年、ローレン・バコールを除き、ほぼ同じスタッフとメインキャストで映画『翼に賭ける命』が製作された。